# Atarba obtusiloba
Atarba obtusiloba är en tvåvingeart som beskrevs av Alexander 1944. Atarba obtusiloba ingår i släktet Atarba och familjen småharkrankar. Inga underarter finns listade i Catalogue of Life.